# Mappy
Mappy (マッピー Mappī?) es un videojuego publicado en 1983 por Namco originalmente como arcade, siendo convertido posteriormente para múltiples plataformas. En Estados Unidos, fue distribuido por Bally/Midway. Mappy es un juego de plataformas de desplazamiento lateral que cuenta con animales de dibujos animados como gatos y ratones. El personaje principal del juego es un ratón. Mappy se ejecuta en hardware Namco Super Pac-Man, modificado para soportar el desplazamiento horizontal. El nombre "Mappy" es probable que deriva de mappo, un término del argot japonés (un poco insultante) para un agente de policía.

## Jugabilidad
El jugador guía a Mappy, el ratón policía, a través de la mansión de los gatos llamados los Mewkies (Meowky en la versión de EE. UU.) para recuperar los bienes robados. El jugador utiliza una palanca de mando de izquierda-derecha para mover Mappy y un único botón para hacer funcionar puertas. La mansión cuenta con seis plantas, cuatro o cinco en algunas otras versiones, de pasillos en los que están escondidos los objetos robados. Mappy y los gatos se mueven entre los pisos por el rebote en camas elásticas en varios lugares de la casa. Tanto Mappy como los gatos pueden aterrizar en un piso en el camino, pero no en el camino hacia abajo. Cuando pasan en el aire, Mappy es intocable por los gatos, pero si Mappy se encuentra con un gato en cualquier otro lugar, perderá una vida. Las camas elásticas se romperán si Mappy rebota en ellos cuatro veces seguidas. Las camas elásticas cambian de color dependiendo de la cantidad de veces que Mappy las ha utilizado sin un descanso. Además de los Mewkies, el gato jefe Goro también deambula alrededor. Él es más rápido, pero menos agresivos que los Mewkies. A lo largo de los niveles, Goro se esconde detrás de los diferentes objetos recuperables. Si Mappy recupera un artículo que se esconde detrás de Goro, el jugador recibe puntos de bonificación.
Una ronda se completa cuando se recupera todo el botín. Si Mappy tarda demasiado tiempo, aparece un mensaje "Hurry" después de lo cual la música y los gatos aceleran y se agregan más Mewkies (dos aparecerá a punto de caer como el Mewkies hace normalmente inmediatamente después del mensaje "Hurry", y más Mewkies puede llegar más adelante). Si el jugador espera demasiado tiempo después de esto, la moneda "Gosenzo" (una forma de disco verde con la cara de Goro en él) se deje caer sobre la plataforma superior-media y persigue a Mappy de una manera similar a los Mewkies, pero de manera más eficaz. La moneda "Gosenzo" puede matar a Mappy incluso si él está en el aire. La tercera ronda y cada cuarta ronda después de eso es una ronda de bonos. Mappy, no tocado por los gatos, debe rebotar a través de una serie de camas elásticas, haciendo estallar quince globos rojos suspendidos diferentes, con un "Goro" a lo largo del camino. Un bono se otorga si todos los globos se hacen estallar antes de que termine la música. Después de cada ronda de bonos, una nueva característica se añade a la jugabilidad, como campanas que se congelan los gatos. El mensaje "Hurry" también aparecerá antes. Hay 256 niveles.

## Mappy: The Beat
En 2012, ShiftyLook anunció el lanzamiento de una narración animada de la serie, lo que sitúa Mappy como policía de seguridad para la compañía de Goro NYAMCO (un acrónimo de nyan, la onomatopoeya japonesa para un maullido de gato, y el nombre de NAMCO). Esta comedia toma personajes clásicos de NAMCO y se manejó en el estilo irreverente de Harvey Birdman: Attorney at Law. Se contó con varios otros personajes de NAMCO como Dig-Dug, Sky Kid y el Príncipe de Katamari. La serie fue coproducida por Scott Kurtz (PvP) y Kris Straub (Broodhollow), quien también dio voz a los personajes. El espectáculo se estrenó en el verano de 2013, junto con la serie hermana de ShiftyLook Bravoman: Super Unequaled Hero of Excellence! La serie consta de 13 episodios.

## Conversiones y secuelas
Una conversión del juego sólo para Japón fue lanzado inicialmente para la Nintendo Famicom (versión japonesa de la NES) y MSX en 1984, seguida por una conversión a la Sega Game Gear en 1991.
Fue seguido por una secuela sólo para videoconsolas llamada Mappy-Land en 1986 (publicado en Estados Unidos por Taxan). En 1998, fue relanzado como parte de Microsoft Revenge of Arcade para el PC. Mappy también tenía varias secuelas en Japón, entre ellos Hopping Mappy en 1986 para las máquinas arcade y Mappy Kids en 1989 para la Famicom.  También hay una versión llamada Mappy Arrangement que fue lanzado en 1995 como parte de la Namco Classic Collection Vol. 1 en 1995 para los arcades. La versión Famicom del original Mappy fue relanzada en Japón como parte de la Famicom Mini Series en 2004. Mappy se incluye en la colección Ms. Pac-Man fabricada por Jakks Pacific. También se ofrece en 1996 en la compilación   Namco Gallery Vol. 1 para Game Boy y en la posterior Namco Museum 50th Anniversary Collection, lanzada para Xbox, Nintendo GameCube, PC, y PlayStation 2 en 2005 (no aparecen en la versión para Game Boy Advance), y en la posterior Namco Museum DS. Mappy también fue relanzado como parte de la máquina arcade Pac-Man's Arcade Party en 2010. Mappy se puede jugar en la versión para PlayStation Portable de Namco Museum Battle Collection, y hay un juego Mappy para Palm OS de NI. Mappy se incluyó en el conjunto Dot-S.
Es también uno de los primeros títulos de arcade de haber sido lanzado en la Virtual Console. En el año 2002, que fue lanzado en Japón como u pachinko bajo el título de Mappy Park. En 2003, dos juegos para móviles fueron lanzados en Japón con los títulos Teku-Teku Mappy (テクテクマッピー?) y Mappy De Puzzle (マッピーDEパズル?), en 2009 titulado MAPPY trampoline puzzle (MAPPYトランポリンパズル?), En septiembre de 2011, el nuevo juego móvil titulado Mappy World (マッピーワールド?), Namco Bandai Games trae de vuelta la serie titulada Mappī taiketsu! Neonyāmuko-dan (マッピー 対決！ネオニャームコ団 Mappy showdown! Neonyamuko Orchestra?) para iOS en 2015 en Japón.